# Okean
El Centro internacional para niños Okean (en ruso: Всероссийский детский центр "Океан") es un campamento educativo para niños y jóvenes financiado por el gobierno de la Federación Rusa. Océano es un centro educativo para niños y jóvenes de entre 11 y 17 años de edad.

## Ubicación
Océano está situado a veinte kilómetros de la ciudad portuaria de Vladivostok, en el Extremo Oriente ruso, cerca de las costas del Mar del Japón, el número anual de visitantes supera la cifra de 13 500 personas. Junto con los campamentos Artek y Orliónok, es uno de los centros juveniles más importantes de Rusia.

## Historia
El 12 de mayo de 1972, el Comité Central del Partido Comunista de la Unión Soviética (PCUS), decidió el establecimiento de un campamento de pioneros para los jóvenes de la región de los Urales, Siberia, el Extremo Oriente ruso y el Ártico ruso. En 1974, comenzó la construcción del campamento de la organización de pioneros Vladímir Lenin en un bosque cerca de la ciudad de Vladivostok. El proyecto de construcción del campamento fue diseñado por el arquitecto Igor Borisovich Marikov.